# Bhadreshkumar Chetanbhai Patel
Bhadreshkumar Chetanbhai Patel (Viramgam, 15 de maio de 1990) é um fugitivo indiano, que foi incluído na lista dos dez foragidos mais procurados pelo FBI em 18 de abril de 2017. Patel é procurado pelo assassinato de sua esposa numa loja da Dunkin' Donuts, em Hanover, nos Estados Unidos, em 12 de abril de 2015. Sendo o 514º criminoso inserido na lista de maiores foragidos do país, o FBI oferece uma recompensa de até US$ 100 000 para quem tiver informações sobre o seu paradeiro.